# Шанпјер крунаш
Шанпјер крунаш (лат. Zenopsis nebulosa) је риба из породице Zeidae, која је насељена у јужном дијелу Тихог океана у водама дубине између 30 и 800 метара. Дужина ове рибе се креће до 70 центиметара. 

## Опис
Прво дорзално пераје ове рибе посједује 9 бодљикавих крака и око 27 меких у другом перају. Предњи сет карличних пераја је врло издужен. Са сваке стране тијела налазе се равне бодље у дну леђног и подрепног пераја. 
Тијело без крљушти је сребрне боје. Толико је свијетло да је готово налик на огледало, са нејасним тамним мрљама на средини сваког бока. 
У вишемјесечној експедицији NORFANZ из 2003. године која је испитивала биодиверзитет подморја, прикупљено је 117 примјерака ове јединке са четири различите локације и у просјеку су тежиле око 1 килограм.

## Примена
Ова врста има одличан потенцијал за кување и често може бити веома јефтина. Има густу, јестиву кожу. Доступне су свјеже или залеђене током читаве године. Могу се пржити, кувати, роштиљати или пећи. Треба бити пажљив да се не препрже, иначе се може изгубити укус. 